# Jacek Bąk
Jacek Bąk  (Lublin, 1973. március 24. –) lengyel válogatott labdarúgó, hátvéd. 15 éven keresztül képviselte Lengyelországot, két világbajnokságon és a 2008-as Európa-bajnokságon szerepelt a nemzeti színekben.

## Pályafutása

### Klubcsapatokban
A lublini születésű Bąk mindössze 16 évesen debütált a helyi Motor Lublin csapatában. Két évvel később 
a Lech Poznańhoz igazolt. Az 1992–93-as szezonban 28 mérkőzésen játszott, és hozzájárult ahhoz, hogy a Poznań négy éven belül harmadik országos bajnoki címét szerezte meg.
1995 nyarán a Lyonhoz szerződött, az Olympique-ban 2002-ig 114 bajnoki mérkőzésen lépett pályára. 2002 és 2005 között a Lens együttesében játszott. Majd egy teljes évtizedet a francia Ligue 1-ben töltött.
Két évig a Qatar Stars League-ben az Al Rayyan Clubban és három évet az osztrák Bundesligában szereplő Austria Wiennél szerepelt. 2010 júniusában, 37 évesen vonult vissza.

### A válogatottban
1993. február 1-jén lett először a lengyel válogatott tagja, a Ciprus elleni idegenbeli 0–0-s barátságos mérkőzésen. Részt vett a 2002-es és a 2006-os labdarúgó-világbajnokságon.
Összesen 96 válogatott mérkőzésen játszott, és 3 gólt szerzett.

## Statisztika

### A válogatottban
| Válogatott    | Év       | Pályára lépések | Gól |
| ------------- | -------- | --------------- | --- |
| Lengyelország | 1993     | 6               | 0   |
| Lengyelország | 1994     | 6               | 1   |
| Lengyelország | 1997     | 2               | 0   |
| Lengyelország | 1998     | 4               | 0   |
| Lengyelország | 1999     | 6               | 0   |
| Lengyelország | 2000     | 4               | 0   |
| Lengyelország | 2001     | 5               | 0   |
| Lengyelország | 2002     | 7               | 0   |
| Lengyelország | 2003     | 10              | 1   |
| Lengyelország | 2004     | 8               | 0   |
| Lengyelország | 2005     | 10              | 0   |
| Lengyelország | 2006     | 13              | 0   |
| Lengyelország | 2007     | 9               | 1   |
| Lengyelország | 2008     | 6               | 0   |
| Összesen      | Összesen | 96              | 3   |

## Sikerei, díjai
Lech Poznań
- Lengyel bajnokság (1): 1992–93

 Olympique Lyon
- Intertotó-kupa (1): 1993

 Ar-Rajjan SC
- Katari kupa (1): 2005–06

 Austria Wien
- Osztrák kupa (1): 2008–09